# Marco Donadel
Marco Donadel (Conegliano, Italija, 21. travnja 1983.) je talijanski nogometni trener te bivši nogometaš i reprezentativac mlađih dobnih uzrasta. Gotovo cijelu svoju klupsku karijeru je proveo u domovini uz iznimku igranja za kanadski Montreal Impact.
Osvajač je brončane medalje na Olimpijskim igrama 2004. u Ateni.

## Karijera

### Klupska karijera
Donadel je proizvod Milanove omladinske škole nogometa te je s njime dva puta osvojio prestižni juniorski turnir Torneo di Viareggio (1999. i 2002.) nakon čega je uveden u seniorsku momčad. Međutim, ondje se nije uspio izboriti za svoje mjesto u prvom sastavu tako da je u srpnju 2002. poslan na posudbu u Lecce.
Tijekom lipnja 2003. igrač je prodan Parmi na temelju suvlasničkog ugovora za dva milijuna eura (zajedno s 50% prava na Roberta Massara koji je doveden u milanski klub). Nakon godinu dana, AC Milan otkupljuje Donadela (preostalih 50%) te s njime potpisuje četverogodišnji ugovor. Marco se svojim povratkom u matični klub nije naigrao te je poslan na besplatnu posudbu u Sampdoriju gdje je ostvario svega osam prvenstvenih nastupa.
Zbog toga odlazi u Fiorentinu gdje je proveo šest sezona a dok je klub vodio Cesare Prandelli, bio je standardni član prve momčadi. Poslije toga igrač prelazi u Napoli gdje je tijekom svoje debitantske sezone osvojio svoj prvi i jedini klupski trofej, Coppa Italiju. Također, tijekom tog razdoblja posuđen je Veroni u kojoj je bio standardan igrač.
Istekom posudbenog roka, Donadel odlazi u MLS momčad Montreal Impact te s njome službeno potpisuje ugovor 1. prosinca 2014. Njegov pogodak s gotovo 30 metara protiv Columbus Crewa proglašen je pogotkom tjedna. Tijekom sezone 2014./15. s klubom je izborio finale sjevernoameričke Lige prvaka u kojem je nakon dva susreta boljom bila meksička América.
Klub je službeno napustio 22. lipnja 2018. a ubrzo nakon toga se igrački umirovio.

### Reprezentativna karijera
Marco Donadel je nastupao za sve uzrasne kategorije talijanskih reprezentacija dok je u U21 momčadi bio kapetan u razdoblju od 2004. do 2006. godine. S Azzurinima je osvojio U21 prvenstvo te broncu na Olimpijadi u Ateni pobijedivši iračku momčad.

### Trenerska karijera
Nakon sportskog umirovljenja, Donadel je postao trener mlađim uzrastima Fiorentine u kojoj je proveo najveći dio igračke karijere.

## Osvojeni trofeji

### Klupski trofeji
| Klub    | Trofej       | Godina  |
| Italija | Italija      | Italija |
| ------- | ------------ | ------- |
| Napoli  | Coppa Italia | 2012.   |

### Reprezentativni trofeji
| Turnir                  | Trofej | Godina |
| ----------------------- | ------ | ------ |
| Olimpijske igre u Ateni | Bronca | 2004.  |

### Ordeni
- Cavaliere Ordine al merito della Repubblica Italiana: 2004.

## Vanjske poveznice
- Profil igrača na Transfermarkt.com